# Charlotte van Pallandtbrug
De Charlotte van Pallandtbrug (brug 668) is een bouwkundig kunstwerk in Amsterdam Nieuw-West.
Deze duikerbrug werd in 1958 gebouwd als verbinding tussen de Johan Jongkindstraat en Comeniusstraat. Het ontwerp is afkomstig van Peter Pennink van de Dienst der Publieke Werken. Hij ontwierp meerdere bruggen over de afwateringstochten van de ringspoordijk in Amsterdam Nieuw-West. De bruggen laten een overeenkomstig uiterlijk zien. De betonnen duiker is verpakt in keermuren van grof basaltsteen. De opstaande balustrade is van beton met daarop metalen leuningen die door Pennink bij deze bruggen vaker werd toegepast. Met de komst van Station Amsterdam Lelylaan werd het westelijk eind ingekort.
De brug ging tot 2017 naamloos door het leven, dat wil zeggen alleen onder het brugnummer. Op 28 november 2017 besloot de gemeente de brug te vernoemen naar kunstenares Charlotte van Pallandt. Eigenlijk wilde het gemeentebestuur de vernoeming al op 7 november 2017 laten ingaan, maar verzuimde in een reeks vernoemingen van bruggen de Charlotte van Pallandtbrug voor te dragen.   

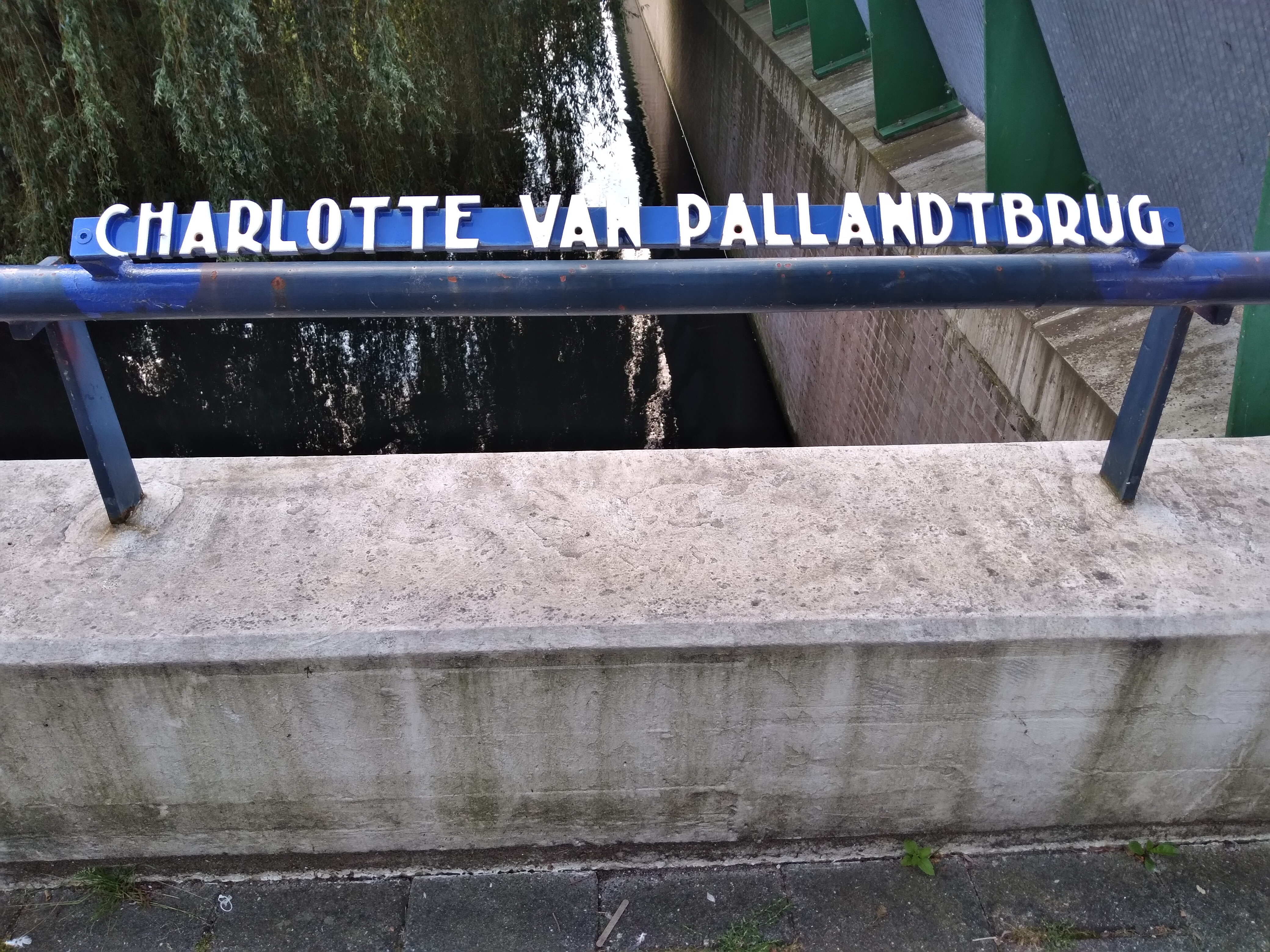
Naamplaat (augustus 2021)

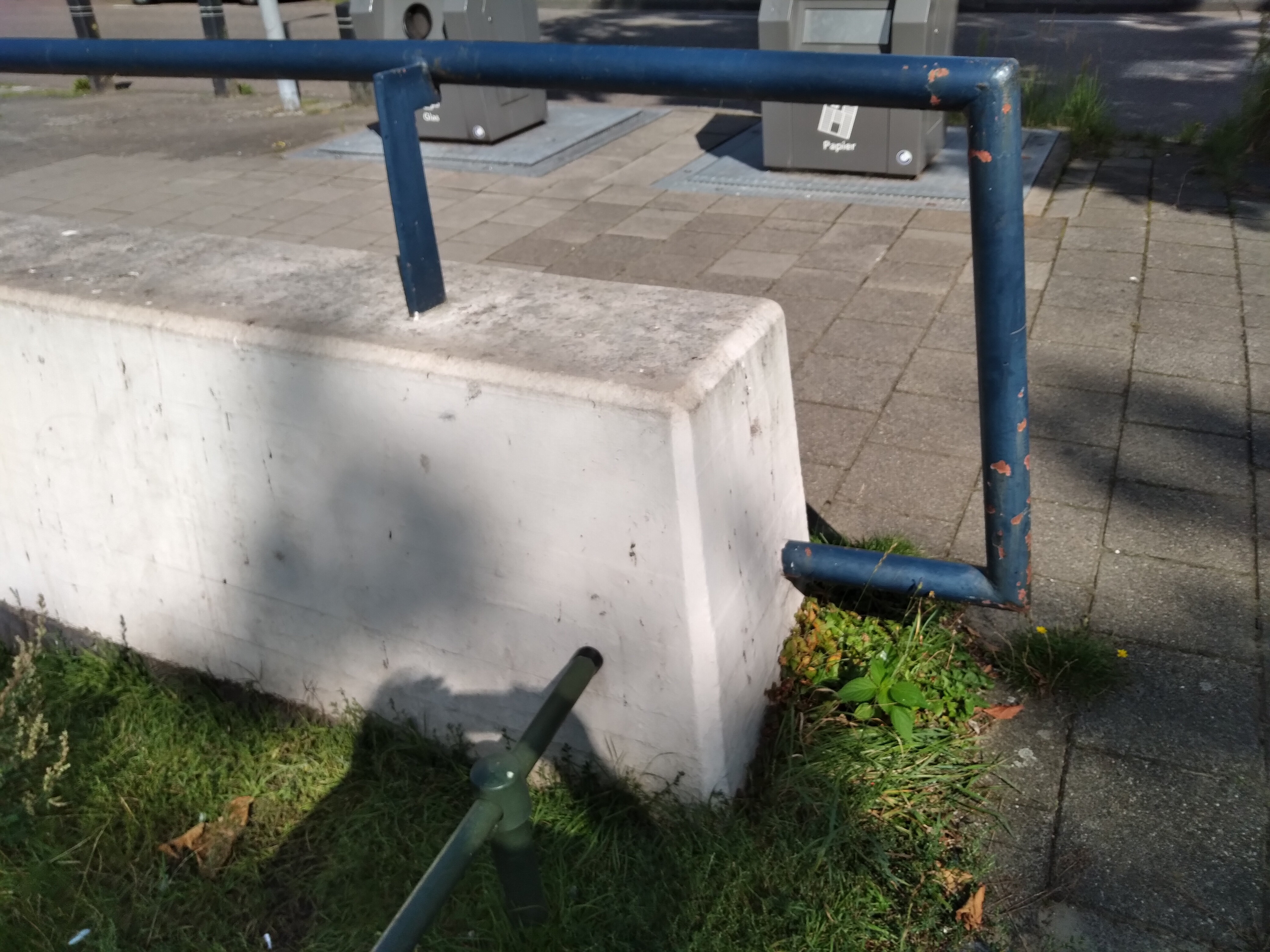
Karakteristieke leuning voor de serie van Pennink (augustus 2021)

<<< · 600 · 601 · 602 · 603 · 604 · 605 · 606 · 607 · 608 · 609 · 610 · 611 · 612 · 613 · 614 · 615 · 616 · 617 · 618 · 619 · 620 · 621 · 622 · 623 · 624 · 626 · 627 · 628 · 629 · 630 · 631 · 632 · 633 · 634 · 635 · 636 · 637 · 638 · 639 · 643 · 651 · 652 · 653 · 655 · 656 · 657 · 658 · 659 · 660 · 661 · 662 · 663 · 664 · 665 · 666 · 667 · 668 · 669 · 670 · 671 · 673 · 674 · 675 · 676 · 677 · 678 · 679 · 681 · 682 · 683 · 684 · 685 · 687 · 688 · 689 · 690 · 691 · 692 · 695 · 696 · 699 · >>>
Verdwenen brugnummers: 625 (afgebroken brug Sam van Houtenstraat), 640, 644, 645, 646, 647, 648, 650, 672 (duiker Cornelis Lelylaan, Rembrandtpark), 694, 698.
Nooit gebouwd: 649, 680 (nooit gebouwde brug Sloterplas).
Brugnummers 641, 642, 654, 686, 693, 694 en 697 zijn onbekend.